# Safita
La ville de Safita (صافيتا en arabe) est située au nord-ouest de la Syrie actuelle, plus précisément au sud-est de Tartous et au nord-ouest du Krak des Chevaliers. Construite dans la chaîne des montagnes côtières de la Syrie, sur trois collines et dans les vallées intermédiaires, la ville compte 33 000 habitants. La ville est peuplée d'alaouites avec une forte minorité de chrétiens.
Elle est surtout connue pour la place importante qu'elle a occupée durant les Croisades, alors qu'elle était rattachée au comté de Tripoli. Bâtie par les Templiers sur des fortifications antérieures, la tour dite du Chastel Blanc surplombe l'agglomération et les environs.

## Histoire ancienne
La ville est habitée depuis l'époque des Phéniciens et plusieurs découvertes archéologiques font état d'une présence phénicienne mais aussi cananéenne.

## Les Croisades
En 1102, Raymond IV de Toulouse entreprend de conquérir les terres appartenant aux émirs de la dynastie des Banu Ammar de Tripoli. Après un siège de quatre ans, le Croisé prend l'entier contrôle de la ville de Tripoli et de plusieurs territoires des environs, dont Safita. Le sultan mamelouk Qalawun capturera à son tour le comté en 1289 et Safita repassera sous autorité musulmane.

## Histoire récente
À partir des années 1950, la ville est un foyer du parti Baas et du parti communiste syrien. En 1994, six villages ont été intégrés à la municipalité.